# Justin Sane
Justin Cathal Geever (Pittsburgh, Pennsylvania, 21 februari 1973), beter bekend als Justin Sane, is een Amerikaans gitarist en singer-songwriter van de punkband Anti-Flag. Ook maakt hij muziek als solo-artiest.

## Muzikale carrière

### Anti-Flag
In 1988 vormde Justin samen met zijn vrienden Pat Thetic en Andy Flag de band Anti-Flag. In 1996 kwam het debuutalbum Die for the Government uit. In datzelfde jaar verliet Andy de band vanwege persoonlijke problemen. Na twee jaar met verschillende muzikanten gespeeld te hebben, was in 1998 de vaste formatie compleet met bassist Chris #2 en gitarist Chris Head. Anti-Flag heeft ondertussen tien studioalbums uitgegeven.

### Solocarrière
Justin maakt naast Anti-Flag ook muziek als solo-artiest. Hij heeft een studioalbum (Life, Love, and the Pursuit of Justice) en twee ep's uitgegeven, getiteld These are the Days en Gas Land Terror. In zijn solowerk gaan de teksten over liefde, familie, en andere meer dagelijkse onderwerpen dan de teksten van Anti-Flag, waar ze meer gericht zijn op sociaal politieke onderwerpen.

## Discografie

### Anti-Flag
- Die for the Government (1996)
- A New Kind of Army (1999)
- Underground Network (2001)
- Mobilize (2002)
- The Terror State (2003)
- For Blood and Empire (2006)
- The Bright Lights of America (2008)
- The People or the Gun (2009)
- The General Strike (2012)
- American Spring (2015)

### Solo
- Life, Love, and the Pursuit of Justice (studioalbum, 2002)
- These are the Days (ep, 2002)
- Gas Land Terror (ep, 2011)